# Grandma's Boy
Grandma’s Boy és una pel·lícula muda dirigida per Fred C. Newmeyer i protagonitzada per Harold Lloyd La pel·lícula va ser un dels grans èxits d'aquell any i per primera vegada, Lloyd feia un llargmetratge de cinc bobines i a més hi integrava elements dramàtics amb un humor més natural. De fet després va repetir la fórmula amb d'altres pel·lícules com “The Freshman” o “The Kid Brother”. Es va estrenar el 3 de setembre de 1922. Poc després, la revista Exhibitors Trade Review anunciava que “Grandma’s Boy” no només havia trencat el rècord d'assistència de l'any sinó que l'havia matxacat. En el seu moment es va considerar la segona millor pel·lícula de les estrenades el 1922.

## Argument
Al poble de Blosson Bend viu Harold, el nen de l'àvia, un noi timid i covard. Està enamorat de Mildred però té por del seu rival que l'intimida sense pietat i, en un moment, el llença a un pou. Un dia que tots dos estan visitant Mildred s'assabenten que la joieria local ha estat assaltada per un rodamón perillós denominat “The Rolling Stone” el qual ha matat el propietari, John Spence. Els vilatans organitzen una cacera i proposen a Harold que se’ls uneixi però ell té por i se’n va a casa a dormir.
L'endemà, la seva àvia li dona un objecte màgic que havia aconseguit el seu avi en temps de la Guerra Civil. L'àvia diu que va aconseguir que el seu avi, que era un covard esdevingués molt valent i un espia dels confederats. Amb l'objecte el noi guanya prou coratge per capturar el criminal, guanyar una recompensa de mil dòlars, intimidar el seu rival i conquerir la noia. L'àvia li explica que l'objecte màgic no era més que el mànec d'un paraigües sense cap valor, que ha servit per a donar-li confiança, però que el valor era dins seu. Harold demana a la noia de casar-se amb ell, cosa que accepta.

## Repartiment
- Harold Lloyd (el nen de l'àvia/ l'avi)
- Mildred Davis (la seva noia)
- Anna Townsend (l'àvia)
- Noah Young (sheriff)
- Dick Sutherland (el rodamón)
- Charles Stevenson (el rival)